# Le Sang (roman, 2004)
Le Sang (titre original : Blood and Memory) est le deuxième tome de la trilogie Le Dernier Souffle de Fiona McIntosh.
Les deux autres tomes sont Le Don et L'Âme.